# Diocesi di Gigti
La diocesi di Gigti (in latino Dioecesis Gigthensis) è una sede soppressa e sede titolare della Chiesa cattolica.

## Storia
Gigti (l'antica Gigthis), identificabile con Djorf-Bou-Ghara nei pressi di Medenina nell'odierna Tunisia orientale, è un'antica sede episcopale della provincia romana della Tripolitania.
È noto un solo vescovo di Gigti, il cattolico Catulino, che intervenne alla conferenza di Cartagine del 411, che vide riuniti assieme i vescovi cattolici e donatisti dell'Africa romana; in quell'occasione la sede non aveva vescovi donatisti. Secondo l'autore arabo El Tidjani, vi era ancora una presenza cristiana a Gigti (all'epoca chiamata Tadjghet) nel XIV secolo.
Dal 1933 Gigti è annoverata tra le sedi vescovili titolari della Chiesa cattolica; dal 3 giugno 2016 il vescovo titolare è Mark William O'Connell, vescovo ausiliare di Boston.

## Cronotassi

### Vescovi
- Catulino † (menzionato nel 411)

### Vescovi titolari
- Adriano Jaime Miriam Veigle, T.O.R. † (23 marzo 1966 - 26 maggio 1978 dimesso)
- Alphonse-Marie Runiga Musanganya † (3 maggio 1979 - 4 settembre 1980 nominato vescovo di Mahagi-Nioka)
- John Francis Moore, S.M.A.  † (5 luglio 1996 - 31 dicembre 2003 nominato vescovo di Bauchi)
- Marcel Madila Basanguka (27 febbraio 2004 - 9 dicembre 2006 nominato arcivescovo di Kananga)
- Anthony Francis Sharma, S.I. † (10 febbraio 2007 - 8 dicembre 2015 deceduto)
- Mark William O'Connell, dal 3 giugno 2016